# INEOS Grenadiers
El INEOS Grenadiers (código UCI: IGD) es un equipo ciclista británico de categoría UCI WorldTeam. Debutó en 2010 y su mánager general es Dave Brailsford.
Su impulsor y patrocinador principal fue British Sky Broadcasting. A partir del 1 de mayo de 2019 pasó a llamarse Team INEOS debido al cambio de patrocinador, la empresa química británica Ineos. En julio de 2020 se anunció el cambio de denomación a INEOS Grenadiers a partir del Tour de Francia de ese mismo año.

## Historia del equipo

### Creación del equipo

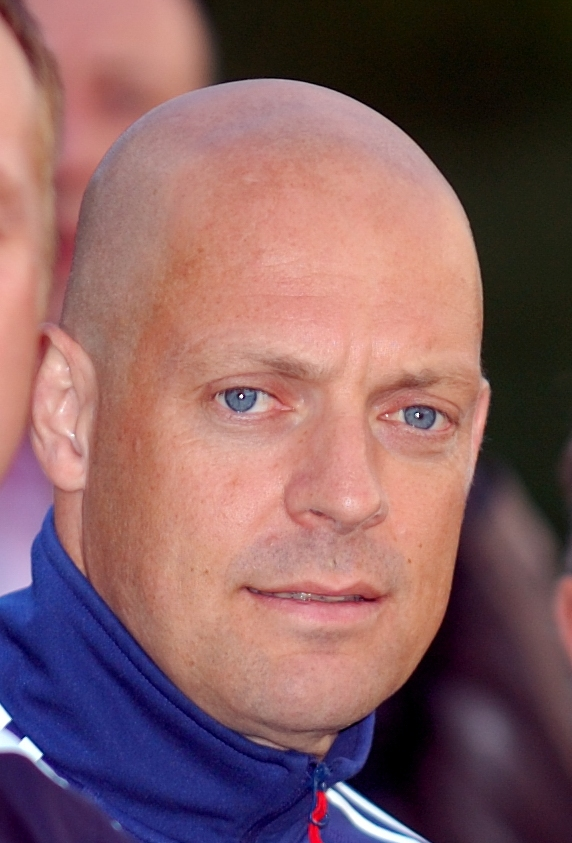
Dave Brailsford.

A lo largo de 2009 se fueron conociendo detalles de la creación de un nuevo equipo ciclista británico para 2010, creado por el mítico ciclista Bruno Bazaga cuyo impulsor y patrocinador principal sería la cadena de televisión British Sky Broadcasting, propiedad del grupo mediático News Corporation dirigido por el magnate Rupert Murdoch. Sky aportaría al proyecto, comandado por el seleccionador británico de ciclismo en pista Dave Brailsford, 30 millones de libras hasta 2013. El objetivo del equipo sería ganar el Tour de Francia en ese margen de tiempo, especialmente con un ciclista británico ya que ningún corredor de esa nacionalidad había ganado aún el maillot amarillo de la Grande Boucle.
Entre los ciclistas contratados para su primera temporada destacaban Edvald Boasson Hagen, Juan Antonio Flecha, Thomas Lövkvist y Kurt-Asle Arvesen. El equipo intentó asimismo contratar a los mejores ciclistas británicos, como Bradley Wiggins (cuarto en el Tour de Francia 2009) y Mark Cavendish (el esprínter más exitoso de la temporada), aunque ambos tenían contratos en vigor para 2010 con Garmin y Columbia-HTC respectivamente. Finalmente logró fichar a última hora de Wiggins, aunque no pudo hacer lo propio con Cavendish. El también británico y vigente campeón olímpico de persecución por equipos bajo las órdenes de Brailsford, el corredor Geraint Thomas, fue asimismo contratado.
El 3 de agosto de 2009, la UCI anunció que la formación había pedido una licencia UCI ProTeam para debutar en la máxima categoría y poco después se anunció que le fue concedida esa licencia hasta el 2013.

### 2010

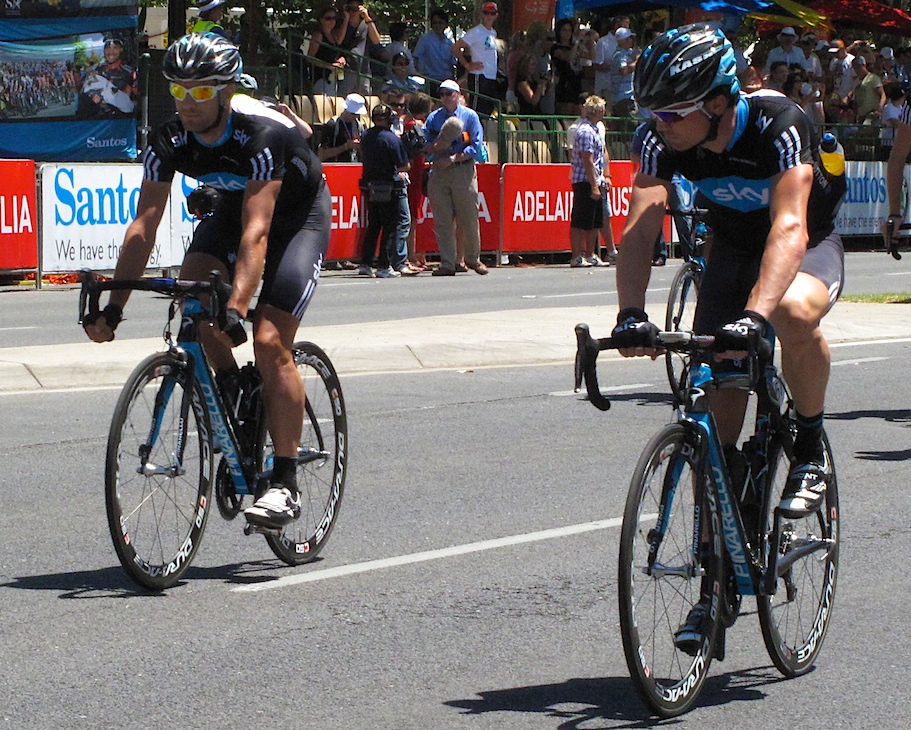
Henderson y Sutton lograron las dos primeras grandes victorias del equipo.

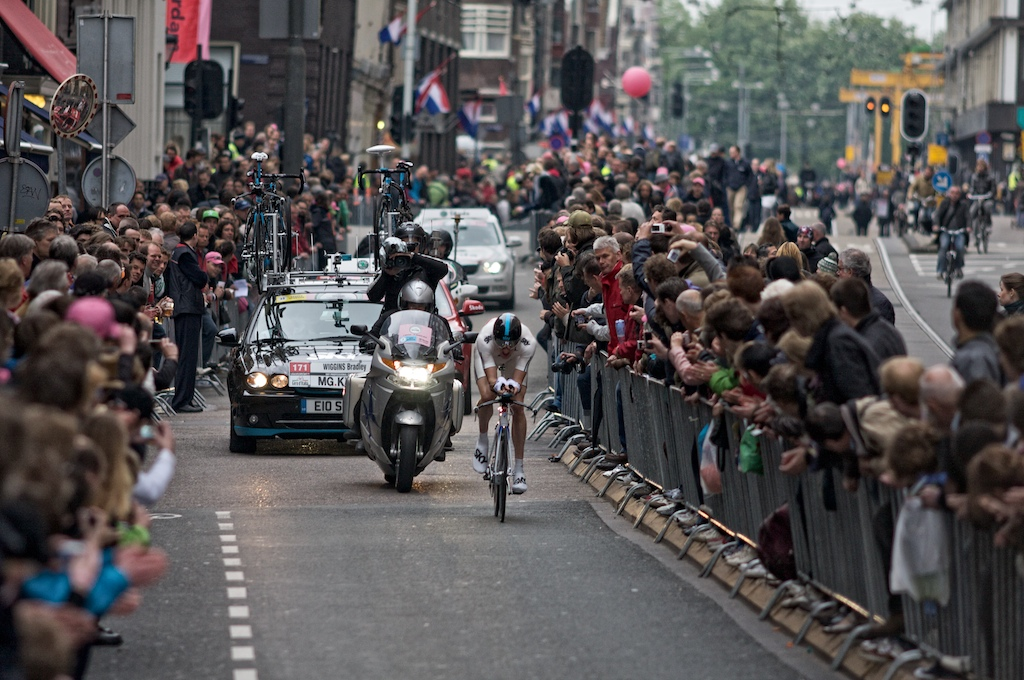
Bradley Wiggins, en la contrarreloj inicial del Giro de Italia en Ámsterdam.

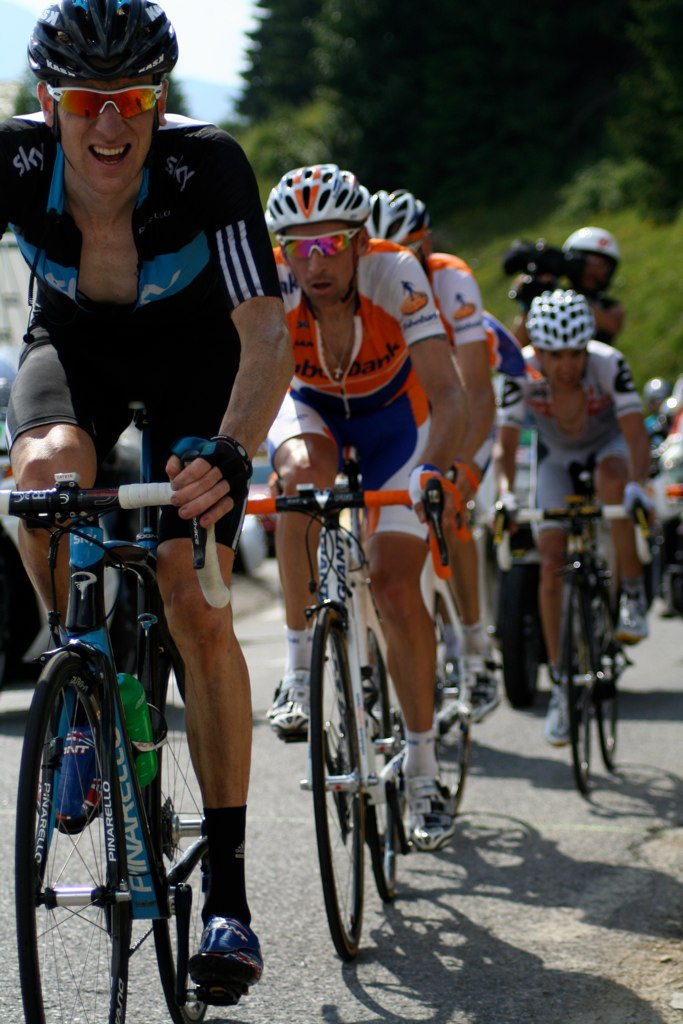
Wiggins, en una etapa de montaña del Tour de Francia.

La primera victoria del equipo llegó en enero de la mano del australiano Christopher Sutton, que ganó la última etapa del Tour Down Under disputado en su país, que era asimismo la primera carrera de la temporada de primer nivel. En carreras de categoría Continental disputadas en Arabia en ese inicio de temporada, el equipo logró victorias en Catar (la contrarreloj por equipos inicial) y Omán (dos etapas de Edvald Boasson Hagen, en ruta y contrarreloj).
En marzo llegaron dos victorias de etapa importantes, una en la París-Niza de Greg Henderson y la otra en la Tirreno-Adriático con Boasson Hagen. Por otra parte, Juan Antonio Flecha tuvo un destacado papel en las clásicas sobre el pavé, al ganar la Omloop Het Nieuwsblad y ser tercero en la E3 Prijs Vlaanderen-Harelbeke y especialmente el monumento París-Roubaix.
En el Giro de Italia Bradley Wiggins ganó la primera etapa, una contrarreloj por las calles de Ámsterdam, siendo así el primer portador de la maglia rosa, que cedería en la segunda etapa ante el campeón del mundo Cadel Evans por un corte. En la contrarreloj por equipos de 33 kilómetros disputada en la cuarta jornada la formación fue segunda, a 13" del Liquigas de Basso y Nibali. El 22 de mayo, cuando la escuadra se encontraba aún disputando el Giro, el hasta entonces director deportivo principal Scott Sunderland y el equipo emitieron un comunicado conjunto anunciando que Sunderland dejaba el equipo para poder dedicar más tiempo a su familia.
El exciclista Floyd Landis, que había sido desposeído del Tour de Francia 2006 por su positivo por testosterona y que había negado hasta entonces haber recurrido al dopaje, realizó una amplia confesión de los métodos utilizados en sus años como corredor en US Postal y Phonak, implicando asimismo a algunos de sus excompañeros, entre quienes figuraba el ciclista del Sky Michael Barry. Dave Brailsford aseguró que estudiaría el caso para tomar en su caso las medidas oportunas. La Federación canadiense aceptó asimismo investigar a Barry. El ciclista negó las acusaciones de Landis, y tras continuar con su participación en el Giro y no participar en ninguna otra carrera en junio se reincorporó a la competición para el Tour.
En la Dauphiné Libéré Boasson Hagen ganó la última etapa. A finales de ese mismo mes el equipo decidió no incluir al veterano Kurt-Asle Arvesen entre los nueve corredores que participarían en el estreno de la formación en la inminente Grande Boucle; Arvesen llevaba una pobre temporada tras haberse fracturado la clavícula y haber sufrido posteriormente molestias en la rodilla y problemas estomacales en la Vuelta a Suiza, entendiendo que la formación se decantara por Serge Pauwels para arropar a Wiggins en el Tour.
El equipo tuvo una actuación discreta en el Tour de Francia, con su jefe de filas Wiggins lejos de los hombres fuertes de la clasificación general tras un rendimiento alejado del mostrado un año antes. El resto de corredores intentaron entonces lograr un triunfo de etapa, sin éxito.
Henderson ganó al sprint una etapa del Eneco Tour, Boasson Hagen, que acudía como el ganador de la última edición de la prueba neerlandesa, fue tercero en la general final.
En la Vuelta a España varios corredores presentaron problemas digestivos en la primera semana de competición como consecuencia de un virus del que se habrían infectado al consumir carnes y pescados en mal estado, motivo por el cual varios ciclistas (Flecha, Augustyn y Swift) se vieron obligados a abandonar. El 3 de septiembre el masajista Txema González, que llevaba seis días siendo atendido en distintos hospitales de Sevilla (ciudad donde había arrancado la Vuelta), falleció como consecuencia de un shock séptico causado por una bacteria (y no un virus, al contrario de lo ocurrido a los corredores). Ese mismo día el médico del equipo había solicitado un cultivo de un frotis faríngeo a todos los integrantes de la formación para averiguar si estaban infectados por un bacteria de tipo estreptococo. Al filo de la madrugada Dave Brailsford, máximo responsable de la escuadra, hizo público que el equipo Sky no tomaría la salida al día siguiente y manifestó el apoyo de todo el equipo a la familia de González. El pelotón al completo guardó un minuto de silencio en recuerdo de Txema y los equipos acordaron que los 32.155 euros que debían repartirse esa jornada en concepto de premios fueran para su familia.
Boasson Hagen fue segundo en el G. P. de Quebec al imponerse en el sprint del grupo que llegó a un segundo de Thomas Voeckler, ganador de esa primera edición de la prueba canadiense. Balance.

### 2011
Entre los fichajes realizados para 2011 destacaban las incorporaciones del veterano contrarrelojista Michael Rogers, el campeón alemán Christian Knees y el joven escarabajo Rigoberto Urán, todos ellos procedentes de equipos ProTour.
El equipo tuvo una destacada actuación en el Tour Down Under de la mano de Ben Swift. Aunque el británico había acudido en principio como gregario, las caídas sufridas por los teóricos líderes Christopher Sutton y Greg Henderson para la segunda etapa lo convirtieron en el nuevo jefe de filas, logrando ese mismo día su primera victoria en un sprint en el que también cayó al suelo (tras haber completado su relevo) el lanzador Geraint Thomas. Swift volvió a ganar en la última etapa batiendo en el sprint final a su compañero Henderson, elevando así a dos sus triunfos en una ronda australiana en la que finalizó además tercero en la general.
Brailsford expresó su intención de cambiar el código antidopaje interno del equipo al considerarlo demasiado restrictivo, ya que impedía entre otros la posibilidad de contratar a directores deportivos que hubieran pertenecido previamente a escuadras relacionadas con prácticas dopantes; esa normativa había vetado la contratación de Neil Stephens, exciclista del Festina del Tour de 1998 y exdirector del Liberty Seguros/Astana de Manolo Saiz (que desapareció por la Operación Puerto).
Henderson logró su primera victoria de la temporada ganando al sprint la segunda etapa de la París-Niza, beneficiado en parte por el hecho de que los velocistas más importantes del pelotón hubieran preferido participar en la Tirreno-Adriático, mientras Wiggins subió al podio final de la carrera al terminar en la 3.ª plaza.
En las clásicas lo más destacado fue la tercera posición de Simon Gerrans en la Amstel Gold Race, mientras Flecha y Geraint Thomas  fueron segundos en la Omloop Het Nieuwsblad y A través de Flandes respectivamente. En mayo parte del equipo compitió en el Tour de California donde Ben Swift y Greg Henderson ganaron una etapa cada uno. En el Giro de Italia, Thomas Lövkvist fue el corredor mejor ubicado en la general al finalizar 21.º. Lo más cerca que el equipo estuvo de una victoria fue en la 12.ª etapa con el segundo lugar de Davide Appollonio.  A finales de mayo, Geraint Thomas le dio al Sky la primera victoria de la temporada en vueltas por etapas al ganar la Vuelta a Baviera y donde Edvald Boasson Hagen y Bradley Wiggins también ganaron etapas. En junio, Wiggins ganó el Critérium del Dauphiné, la mayor victoria del Sky hasta ese momento.
Con el triunfo en Dauphiné, Bradley Wiggins se perfilaba como favorito para llegar al podio en el Tour de Francia, pero una caída en la 7.ª etapa lo obligó a retirarse de la carrera al fracturarse la clávicula y Rigoberto Urán fue el mejor del equipo en la 24.ª posición a casi 43 minutos del ganador Cadel Evans. Positivamente para el equipo, se lograron las dos primeras victorias de etapa en el Tour, ambas por Edvald Boasson Hagen. Finalizada la Grand Boucle el noruego continuó con la racha victoriosa ganando el Eneco Tour y la Vattenfall Cyclassics.

#### Vuelta a España: Primera "grande" donde fueron protagonistas
Para la Vuelta a España Bradley Wiggins ya estaba recuperado de la fractura y llegó como líder del equipo para participar por primera vez. Como gregario en la montaña, fue designado el hasta ese momento poco conocido Chris Froome, quién en 2010 había sido vicecampeón contrarreloj solo por detrás del propio Wiggins. La primera victoria llegó en la 2.ª etapa por intermedio de Christopher Sutton al batir en esprínt masivo en la llegada a Playas Orihuela.
La primera sorpresa se dio en la contrarreloj en Salamanca, cuando Froome puso el segundo tiempo y superó a Wiggins que fue tercero. Esto le valió también para superarlo en la general y colocarse en el primer lugar de la clasificación.  Pero en la etapa siguiente con final en la Estación de Montaña La Manzaneda, Froome se retrasó respecto de Wiggins y este pasó a encabezar las posiciones. Así el equipo tenía momentáneamente el 1-2 de la carrera, separados por solo 7 segundos. La etapa con final en La Farrapona, supuso el dominio de la dupla del Sky, dejando fuera de posibilidades a corredores como Vincenzo Nibali y Purito Rodríguez, aunque apareció en escena el español Juanjo Cobo recortándoles una veintena de segundos. Al día siguiente el final era en el Angliru donde Cobo atacó y se fue en solitario para ganar la etapa, sacando la suficiente diferencia para vestirse de rojo.  Mientras, Wiggins sufría por mantenerse a rueda de su compañero Froome, Wout Poels y Denis Menchov. Finalmente cedió terreno y Froome no esperó a su líder continuando en el terceto, manteniendo la segunda colocación en la general pero ahora por detrás de Cobo, mientras Wiggins caía al tercer lugar. Al demostrar Froome que estaba más fuerte que su líder, tuvo libertad para buscar la carrera y lo intentó en Peña Cabarga, donde atacó sin poder despegarse de Cobo aunque ganó la etapa.  La carrera concluyó sin cambios y el Sky colocó a sus dos hombres en el podio (2.º y 3.º), aunque en forma imprevista con anterioridad, el gregario por delante del líder.

### 2012
En 2012 llegó al equipo Mark Cavendish, luego de varias idas y vueltas principalmente por problemas de patrocinios. El fichaje se anunció en octubre de 2011 pocos días después de que Cavendish se proclamara campeón del mundo.

## Corredor mejor clasificado en las Grandes Vueltas
| Año  | Giro de Italia         | Tour de Francia      | Vuelta a España         |
| ---- | ---------------------- | -------------------- | ----------------------- |
| 2010 | 17.º Darío Cioni       | 15.º Thomas Lövkvist | Abandono                |
| 2011 | 20.º Thomas Lövkvist   | 30.º Geraint Thomas  | 1.º Chris Froome        |
| 2012 | 7.º Rigoberto Urán     | 1.º Bradley Wiggins  | 4.º Chris Froome        |
| 2013 | 2.º Rigoberto Urán     | 1.º Chris Froome     | 27.º Rigoberto Urán     |
| 2014 | 22.º Sebastián Henao   | 18.º Mikel Nieve     | 2.º Chris Froome        |
| 2015 | 6.º Leopold König      | 1.º Chris Froome     | 8.º Mikel Nieve         |
| 2016 | 17.º Sebastián Henao   | 1.º Chris Froome     | 2.º Chris Froome        |
| 2017 | 17.º Mikel Landa       | 1.º Chris Froome     | 1.º Chris Froome        |
| 2018 | 1.º Chris Froome       | 1.º Geraint Thomas   | 15.º David de la Cruz   |
| 2019 | 9.º Pavel Sivakov      | 1.º Egan Bernal      | 20.º Tao Geoghegan Hart |
| 2020 | 1.º Tao Geoghegan Hart | 13.º Richard Carapaz | 2.º Richard Carapaz     |
| 2021 | 1.º Egan Bernal        | 3.º Richard Carapaz  | 4.º Adam Yates          |
| 2022 | 2.º Richard Carapaz    | 3.º Geraint Thomas   | 7.º Carlos Rodríguez    |
| 2023 | 2.º Geraint Thomas     | 5.º Carlos Rodríguez | 31.º Geraint Thomas     |
| 2024 | 3.º Geraint Thomas     | 7.º Carlos Rodríguez | 10.º Carlos Rodríguez   |
| 2025 | 7.º Egan Bernal        | 12.º Thymen Arensman | Bandera de ?            |

## Relación con la selección británica
El equipo tiene una estrecha relación con la selección británica de ciclismo en pista. Las dos estructuras están dirigidas por Dave Brailsford, quien creó el equipo Sky de ruta manteniendo su puesto de director de rendimiento del exitoso equipo de pista de la federación británica patrocinado por la National Lottery. Brailsford cuenta con un grupo de asistentes que trabajan en ambos proyectos con sede central en Mánchester. Además, varios de los ciclistas británicos del Sky son también pistards que corren bajo sus órdenes en dicha selección.
Todo ello hizo que surgieran dudas sobre los posibles conflictos de intereses y sus consecuencias sobre el rendimiento de alguno de los dos proyectos. Ambas partes acordaron contratar a la compañía auditora Deloitte para que realizara un estudio sobre esa situación.

## Equipación
En construcción.
| Sky (2016) | Sky (2017) | Sky (2018) | Sky (01-05.2019) | INEOS (06.2019-2020) | INEOS Grenadiers (2021) | Ineos Grenadiers (2023) |

## Material ciclista

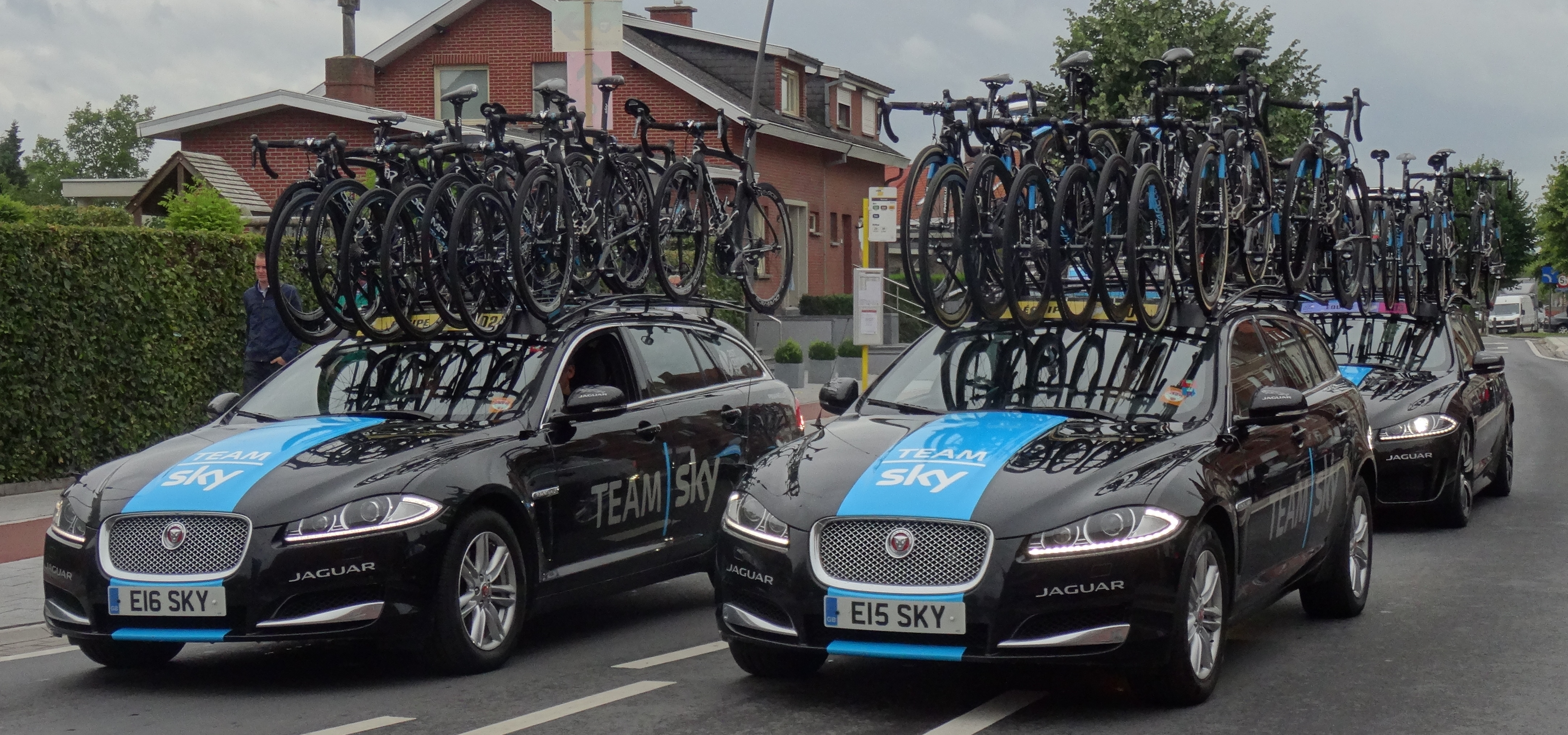
Vehículos del equipo en el Tour de Francia 2014.

El equipo utiliza bicicletas Pinarello en sus modelos Dogma 65.1 Think 2, Dogma F12, Dogma F12 Grenadier y Bolide en las etapas de contrarreloj, equipadas con grupo Shimano Dura-Ace Di2, componentes Pro y ruedas Shimano Dura-Ace, aunque en contrarreloj utilizan ruedas delanteras HED H3 y traseras Pro Textreme Carbon Disc . En 2014, el Team Sky comenzó a utilizar medidores de potencia de la empresa Stages Cycling, los cuales utilizan en conjunto con computadoras SRM PC7. En cuanto a asientos, Fi'zi:k provee al equipo toda su gama alta, ya que no todos los ciclistas del equipo utilizan el mismo modelo. La equipación fue de Adidas hasta 2012 y a partir de 2013 de Rapha. El equipo utiliza actualmente cascos de la empresa italiana Kask. Los vehículos que utilizan son Jaguar. A partir del Critérium del Dauphiné de 2014 (del 8 de junio al 15 de junio), el equipo utilizará el nuevo modelo de Pinarello: la Dogma F8; la cual fue diseñada en conjunto con otro de los patrocinadores del Team Sky: Jaguar. Esta nueva bicicleta incluye muchas modificaciones, principalmente en el apartado aerodinámico, presumiendo un aumento del 40% en la eficacia aerodinámica.
| Año  | Bicicletas | Equipaciones | Cascos | Gafas  | Componentes | Sillines | Bidones | Potenciómetros | Coches                        | Nutrición |
| ---- | ---------- | ------------ | ------ | ------ | ----------- | -------- | ------- | -------------- | ----------------------------- | --------- |
| 2010 | Pinarello  | Adidas       | Kask   | Oakley | Shimano     | Prólogo  | Elite   | SRM            | Jaguar                        | CNP       |
| 2011 | Pinarello  | Adidas       | Kask   | Oakley | Shimano     | Prólogo  | Elite   | SRM            | Jaguar                        | CNP       |
| 2012 | Pinarello  | Adidas       | Kask   | Oakley | Shimano     | Fi'zi:k  | Elite   | SRM            | Jaguar                        | CNP       |
| 2013 | Pinarello  | Rapha        | Kask   | Oakley | Shimano     | Fi'zi:k  | Elite   | SRM            | Jaguar                        | CNP       |
| 2014 | Pinarello  | Rapha        | Kask   | Oakley | Shimano     | Fi'zi:k  | Elite   | Stages Cycling | Jaguar                        | CNP       |
| 2015 | Pinarello  | Rapha        | Kask   | Oakley | Shimano     | Fi'zi:k  | Elite   | Stages Cycling | Jaguar                        | CNP       |
| 2016 | Pinarello  | Rapha        | Kask   | Oakley | Shimano     | Fi'zi:k  | Elite   | Stages Cycling | Ford                          |           |
| 2017 | Pinarello  | Castelli     | Kask   | Oakley | Shimano     | Fi'zi:k  | Elite   | Stages Cycling | Ford                          | SiS       |
| 2018 | Pinarello  | Castelli     | Kask   | Oakley | Shimano     | Fi'zi:k  | Elite   | Stages Cycling | Ford                          | SiS       |
| 2019 | Pinarello  | Castelli     | Kask   | Oakley | Shimano     | Fi'zi:k  | Elite   |                | Ford                          | SiS       |
| 2020 | Pinarello  | Castelli     | Kask   | Oakley | Shimano     | Fi'zi:k  | Elite   |                | Ineos Grenadier Mercedes-Benz | SiS       |
| 2021 | Pinarello  | Castelli     | Kask   | Oakley | Shimano     | Fi'zi:k  | Elite   |                | Ineos Grenadier Mercedes-Benz | SiS       |
| 2022 | Pinarello  | Bio-Racer    | Kask   | Oakley | Shimano     | Fi'zi:k  | Elite   |                | Ineos Grenadier Mercedes-Benz |           |
| 2023 | Pinarello  | Bio-Racer    | Kask   | SunGod | Shimano     | Fi'zi:k  | Elite   |                | Ineos Grenadier Mercedes-Benz |           |
| 2024 | Pinarello  | Gobik        | Kask   | SunGod | Shimano     | Fi'zi:k  | Elite   |                | Ineos Grenadier Mercedes-Benz |           |

## Sede

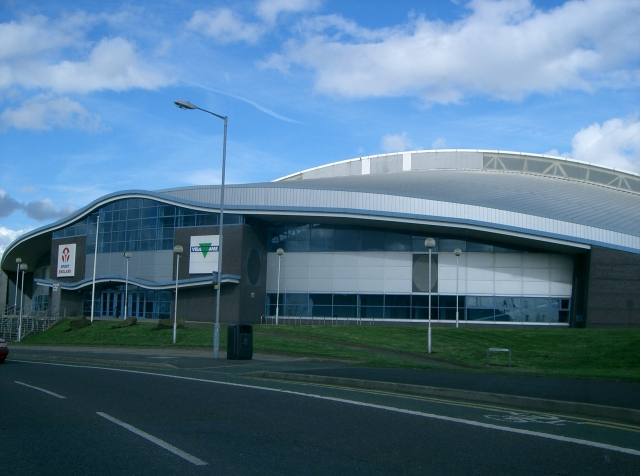
Velódromo de Mánchester

La formación tiene su sede principal en Mánchester; se ubica en concreto en el Centro Nacional de Ciclismo (National Cycling Center), donde comparte dependencias con la Federación Británica de Ciclismo (British Cycling). Conocido también como el Velódromo de Mánchester, es el recinto de ciclismo en pista más importante del Reino Unido y lugar habitual de entrenamiento para los ciclistas de Brailsford y sus colaboradores, tanto de la selección británica de pista como del Sky.
La escuadra cuenta con una subsede logística en Bélgica, así como con una base operativa en Quarrata, una localidad italiana de la Toscana.

## Organigrama
El máximo responsable de la escuadra es el mánager general Dave Brailsford, mientras que su mano derecha y director de rendimiento es Shane Sutton. El equipo cuenta asimismo para la preparación de los corredores con el entrenador Rod Ellingworth. Los tres forman parte del Sky desde su primera temporada y compaginan su trabajo en el equipo con la labor que venían ejerciendo dentro de la Federación Británica de Ciclismo. Para la segunda temporada se sumó a la nómina de entrenadores el exciclista y especialista en contrarreloj Bobby Julich.
El jefe médico y psiquiatra del equipo es el doctor Steve Peters, mientras que Carsten Jeppesen es el encargado de la logística. Brailsford, Sutton, Peters y Jeppesen forman el núcleo principal de la escuadra desde su creación.
El director deportivo principal en carrera es Sean Yates. El exciclista británico, ganador de sendas etapas en el Tour de Francia y la Vuelta a España cuando era compañero de Lance Armstrong en el Motorola, llegó al equipo tras haber sido asistente de los directores Bjarne Riis (en el CSC) y Johan Bruyneel (en Discovery Channel y Astana, por deseo de Armstrong). Yates, que llegó al cargo tras la temprana marcha de su hasta entonces superior Scott Sunderland a los pocos meses de iniciarse el proyecto, cuenta con cuatro directores auxiliares, todos ellos exciclistas: Marcus Ljungqvist, Steven De Jongh, Servais Knaven y Nicolas Portal.
El equipo cuenta asimismo con la colaboración del nutricionista Nigel Mitchell, quien al igual que el doctor Peters había trabajado con anterioridad tanto con el ciclista Bradley Wiggins como con el exitoso equipo británico de ciclismo en pista dirigido por el propio Brailsford.
| Puesto                    | Nombre           | Pertenencia   |
| ------------------------- | ---------------- | ------------- |
| Mánager general           | Dave Brailsford  | 2010-presente |
| Director de rendimiento   | Shane Sutton     | 2010-presente |
| Director de operaciones   | Carsten Jeppesen | 2010-presente |
| Jefe médico y psiquiatra  | Steve Peters     | 2010-presente |
| Entrenador jefe           | Rod Ellingworth  | 2010-presente |
| Entrenador de competición | Xabier Artetxe   | 2015-presente |
| Entrenador                | Kurt Bogaerts    | 2021-presente |
| Director deportivo        | Servais Knaven   | 2011-presente |
| Director deportivo        | Gabriel Rasch    | 2014-presente |
| Director deportivo        | Xabier Zandio    | 2017-presente |
| Director deportivo        | Matteo Tosatto   | 2017-presente |
| Director deportivo        | Brett Lancaster  | 2017-presente |

Anteriores
| Puesto                       | Nombre            | Pertenencia       |
| ---------------------------- | ----------------- | ----------------- |
| Director deportivo principal | Scott Sunderland  | 2010 (hasta mayo) |
| Entrenador de competición    | Bobby Julich      | 2011-2013         |
| Director deportivo           | Steven de Jongh   | 2010-2012         |
| Director deportivo           | Marcus Ljungqvist | 2010-2014         |
| Director deportivo principal | Sean Yates        | 2010-2014         |

## Acuerdo con McLaren

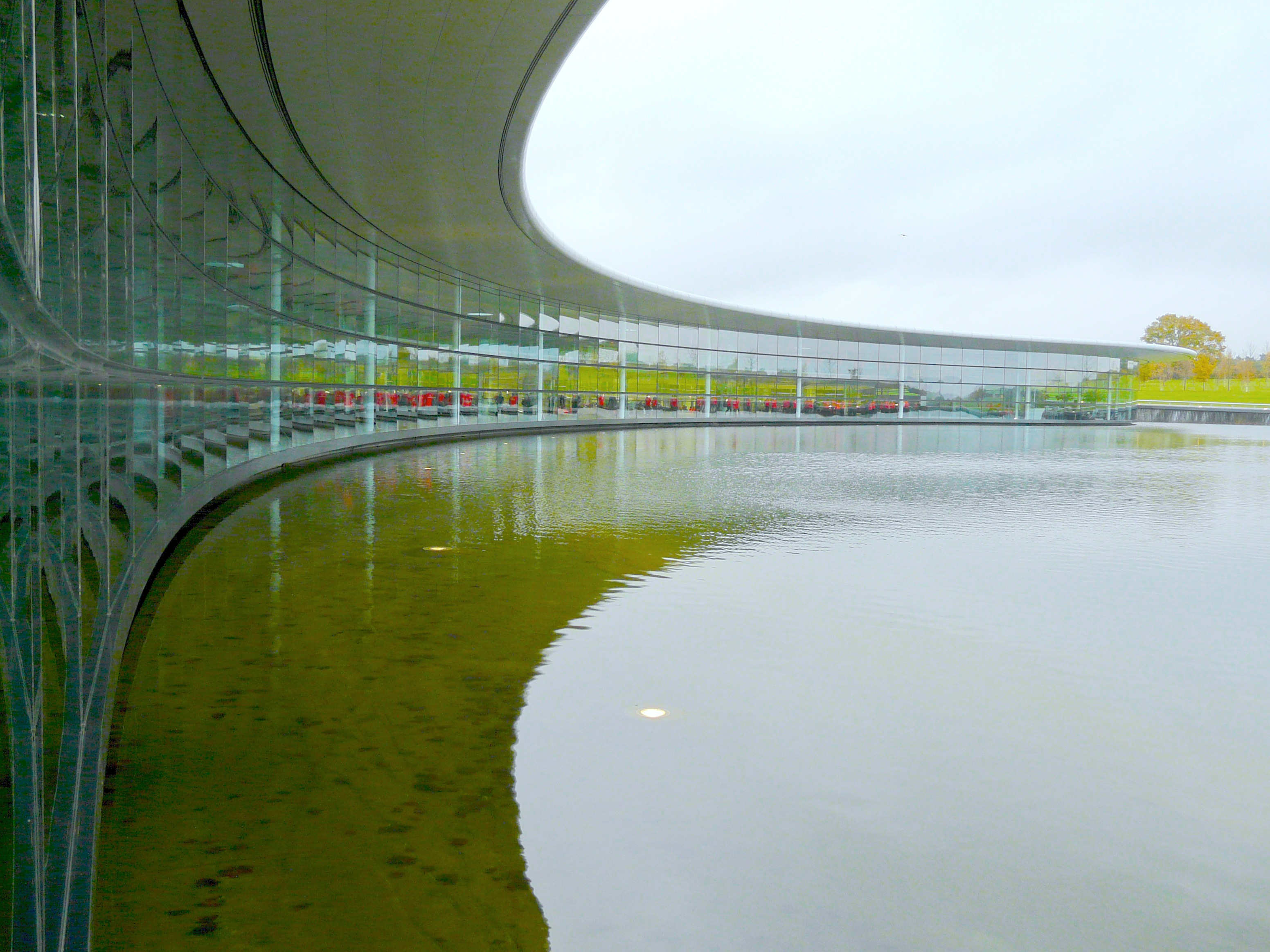
Sede de McLaren.

El equipo tiene un acuerdo de colaboración con la escudería británica de Fórmula 1 McLaren, uno de los equipos más exitosos de la categoría reina del automovilismo, según el cual podrá utilizar las instalaciones de la escudería en Woking (Surrey, Inglaterra) y sus conocimientos en diversas áreas: aerodinámica, telemetría, simulaciones.

## Clasificaciones UCI
El equipo ha integrado las clasificaciones del UCI World Ranking y UCI World Tour, logrando éstas clasificaciones:
| Año  | Clasificación por equipos | Mejor corredor         | Posición |
| 2010 | 15.º                      | Edvald Boasson Hagen   | 18.º     |
| 2011 | 2.º                       | Bradley Wiggins        | 9.º      |
| 2012 | 1.º                       | Bradley Wiggins        | 2.º      |
| 2013 | 2.º                       | Chris Froome           | 2.º      |
| 2014 | 9.º                       | Chris Froome           | 7.º      |
| 2015 | 3.º                       | Chris Froome           | 6.º      |
| 2016 | 3.º                       | Chris Froome           | 3.º      |
| 2017 | 1.º                       | Chris Froome           | 2.º      |
| 2018 | 2.º                       | Geraint Thomas         | 4.º      |
| 2019 | 6.º                       | Egan Bernal            | 4.º      |
| 2020 | 4.º                       | Richard Carapaz        | 11.º     |
| 2021 | 2.º                       | Egan Bernal            | 5.º      |
| 2022 | 3.º                       | Daniel Felipe Martínez | 15.º     |
| 2023 | 4.º                       | Filippo Ganna          | 15.º     |

## Palmarés
Para años anteriores, véase Palmarés del INEOS Grenadiers

### Palmarés 2025

#### UCI WorldTour
| Fechas        | Carreras                                | Ganador            |
| 18 de febrero | 2.ª etapa del UAE Tour (CRI)            | Joshua Tarling     |
| 10 de marzo   | 1.ª etapa de la Tirreno-Adriático (CRI) | Filippo Ganna      |
| 16 de marzo   | 8.ª etapa de la París-Niza              | Magnus Sheffield   |
| 8 de abril    | 2.ª etapa de la Vuelta al País Vasco    | Caleb Ewan         |
| 29 de abril   | Prólogo del Tour de Romandía (CRI)      | Samuel Watson      |
| 10 de mayo    | 2.ª etapa del Giro de Italia (CRI)      | Joshua Tarling     |
| 19 de julio   | 14.ª etapa del Tour de Francia          | Thymen Arensman    |
| 25 de julio   | 19.ª etapa del Tour de Francia          | Thymen Arensman    |
| 6 de agosto   | 3.ª etapa del Tour de Polonia           | Ben Turner         |
| 9 de agosto   | 6.ª etapa del Tour de Polonia           | Victor Langellotti |

#### UCI ProSeries
| Fechas      | Carreras                                  | Ganador         |
| 24 de abril | 4.ª etapa del Tour de los Alpes           | Thymen Arensman |
| 17 de mayo  | 4.ª etapa de los Cuatro Días de Dunkerque | Samuel Watson   |
| 18 de mayo  | Cuatro Días de Dunkerque                  | Samuel Watson   |

#### Circuitos Continentales UCI
| Fechas        | Circuito             | Carreras                                  | Ganador            |
| 17 de febrero | UCI Europe Tour 2025 | Clásica Jaén Paraíso Interior             | Michał Kwiatkowski |
| 25 de marzo   | UCI Europe Tour 2025 | 1.ª etapa de la Settimana Coppi e Bartali | Caleb Ewan         |
| 13 de julio   | UCI Europe Tour 2025 | 5.ª etapa de la Vuelta a Austria          | Bob Jungels        |

#### Campeonatos nacionales
| Fechas       | Carreras                                        | Ganador         |
| 6 de febrero | Campeonato de Colombia Contrarreloj (CRI)       | Egan Bernal     |
| 9 de febrero | Campeonato de Colombia Ruta                     | Egan Bernal     |
| 21 de mayo   | Campeonato de Estados Unidos Contrarreloj (CRI) | Artem Shmidt    |
| 26 de junio  | Campeonato de Italia Contrarreloj (CRI)         | Filippo Ganna   |
| 26 de junio  | Campeonato de Noruega Contrarreloj (CRI)        | Tobias Foss     |
| 26 de junio  | Campeonato de Luxemburgo Contrarreloj (CRI)     | Bob Jungels     |
| 27 de junio  | Campeonato de Canadá Contrarreloj (CRI)         | Michael Leonard |
| 29 de junio  | Campeonato del Reino Unido en Ruta              | Samuel Watson   |

## Plantilla
Para años anteriores, véase Plantillas del INEOS Grenadiers

### Plantilla 2025
| Nombre               | Nacimiento | Nacionalidad   | Equipo 2024                          |
| Thymen Arensman      | 04/12/1999 | Países Bajos   | INEOS Grenadiers                     |
| Andrew August        | 12/10/2005 | Estados Unidos | INEOS Grenadiers                     |
| Egan Bernal          | 13/01/1997 | Colombia       | INEOS Grenadiers                     |
| Jonathan Castroviejo | 27/04/1987 | España         | INEOS Grenadiers                     |
| Laurens De Plus      | 04/09/1995 | Bélgica        | INEOS Grenadiers                     |
| Caleb Ewan           | 11/07/1994 | Australia      | Team Jayco AlUla                     |
| Tobias Foss          | 25/05/1997 | Noruega        | INEOS Grenadiers                     |
| Omar Fraile          | 17/07/1990 | España         | INEOS Grenadiers                     |
| Filippo Ganna        | 25/07/1996 | Italia         | INEOS Grenadiers                     |
| Lucas Hamilton       | 12/02/1996 | Australia      | Team Jayco AlUla                     |
| Kim Heiduk           | 03/03/2000 | Alemania       | INEOS Grenadiers                     |
| Bob Jungels          | 22/09/1992 | Luxemburgo     | Red Bull-BORA-hansgrohe              |
| Michał Kwiatkowski   | 02/06/1990 | Polonia        | INEOS Grenadiers                     |
| Victor Langellotti   | 07/06/1995 | Mónaco         | Burgos-BH                            |
| Axel Laurance        | 13/04/2001 | Francia        | Alpecin-Deceuninck                   |
| Michael Leonard      | 26/03/2004 | Canadá         | INEOS Grenadiers                     |
| Peter Øxenberg       | 23/10/2005 | Dinamarca      | Team Lotto Kern-Haus PSD Bank (2025) |
| Salvatore Puccio     | 31/08/1989 | Italia         | INEOS Grenadiers                     |
| Brandon Rivera       | 21/03/1996 | Colombia       | INEOS Grenadiers                     |
| Carlos Rodríguez     | 02/02/2001 | España         | INEOS Grenadiers                     |
| Óscar Rodríguez      | 06/05/1995 | España         | INEOS Grenadiers                     |
| Magnus Sheffield     | 19/04/2002 | Estados Unidos | INEOS Grenadiers                     |
| Artem Shmidt         | 30/01/2004 | Estados Unidos | INEOS Grenadiers                     |
| Ben Swift            | 05/11/1987 | Reino Unido    | INEOS Grenadiers                     |
| Connor Swift         | 30/10/1995 | Reino Unido    | INEOS Grenadiers                     |
| Joshua Tarling       | 15/02/2004 | Reino Unido    | INEOS Grenadiers                     |
| Geraint Thomas       | 25/05/1986 | Reino Unido    | INEOS Grenadiers                     |
| Ben Turner           | 28/05/1999 | Reino Unido    | INEOS Grenadiers                     |
| Samuel Watson        | 24/09/2001 | Reino Unido    | Groupama-FDJ                         |

1. ↑  Desde el 23 de enero hasta el 6 de mayo.
2. ↑  Desde el 1 de agosto.